# 照瀬川邦昭
照瀬川 邦昭（てるせがわ くにあき、1979年7月5日 - ）は、熊本県熊本市二本木出身で桐山部屋に所属していた元大相撲力士。本名は正代 邦明（しょうだい くにあき）。身長177cm、体重127kg。血液型はB型。得意手は右四つ、寄り、押し。最高位は東幕下43枚目（2008年7月場所）。現在は警視庁巡査を経由して熊本市に帰郷、飲食店経営。

## 大相撲時代
中学校卒業後桐山部屋に入門し、順調なスタートを切ったものの序二段で苦労した。1997年11月場所に三段目に昇進。しかし新三段目の場所、両足首靱帯断裂の怪我を負い途中休場し、その後も首のヘルニアなどの怪我に悩まされた。1998年9月場所序二段で7戦全勝の成績を飾り、優勝決定戦に敗れはしたものの、その翌場所から三段目に定着した。幕下に昇進できず三段目で長く時間を要した。2003年7月場所より相撲が良くなり、3場所連続勝ち越し、2004年1月場所に念願の幕下に昇進した。しかし幕下では相撲が通じず三段目と幕下を往復、勝ち越しは2008年5月場所の1場所のみに留まった。一方で通信制高等学校に入学、高等学校卒業を目指した。怪我も治らず十両にも上がれぬまま30歳近くになり、医師の助言もあり引退を考えていた。2009年7月場所（番付上は2009年9月場所）限りで引退。

## 警察官時代
知人の警視庁警察官から警察官への転職を勧められた。2008年3月、高校を卒業、警視庁警察官Ⅲ類採用試験を受け合格。翌2009年、警視庁巡査に採用され、警察学校での10ヶ月間の研修（初任教養）を経て、2010年7月、警視庁東京湾岸警察署地域課に配属された。警察官として働いたのち退職。

## 警察官退職後
両国のちゃんこ屋に勤務して料理修行ののち帰郷し2018年より熊本市内でちゃんこ料理屋「力士料理 にしき」を経営している。

## 主な成績
- 通算成績：295勝295敗19休 勝率.500
- 現役在位：88場所

### 場所別成績
| | 一月場所 初場所（東京） | 三月場所 春場所（大阪） | 五月場所 夏場所（東京） | 七月場所 名古屋場所（愛知） | 九月場所 秋場所（東京）   | 十一月場所 九州場所（福岡） |
| --- | ----------------------- | ----------------------- | ----------------------- | --------------------------- | ------------------------- | --------------------------- |
| 1995年 （平成7年） | x                       | （前相撲）              | 西序ノ口24枚目 4–3      | 西序二段183枚目 4–3         | 西序二段147枚目 4–3       | 西序二段119枚目 3–4         |
| 1996年 （平成8年） | 西序二段145枚目 3–4     | 西序二段165枚目 6–1     | 西序二段75枚目 2–5      | 東序二段110枚目 4–3         | 西序二段84枚目 5–2        | 西序二段38枚目 2–5          |
| 1997年 （平成9年） | 東序二段76枚目 4–3      | 西序二段52枚目 3–4      | 東序二段75枚目 4–3      | 西序二段49枚目 5–2          | 東序二段9枚目 4–3         | 東三段目89枚目 0–1–6        |
| 1998年 （平成10年） | 東序二段34枚目 1–2–4    | 西序二段64枚目 4–3      | 西序二段42枚目 3–4      | 西序二段58枚目 5–2          | 東序二段17枚目 7–0        | 西三段目29枚目 1–6          |
| 1999年 （平成11年） | 西三段目60枚目 3–4      | 西三段目76枚目 5–2      | 東三段目47枚目 3–4      | 西三段目61枚目 2–5          | 東三段目83枚目 5–2        | 東三段目51枚目 4–3          |
| 2000年 （平成12年） | 東三段目36枚目 3–4      | 西三段目50枚目 5–2      | 東三段目19枚目 2–5      | 西三段目48枚目 4–3          | 東三段目34枚目 3–4        | 西三段目48枚目 3–4          |
| 2001年 （平成13年） | 西三段目61枚目 4–3      | 東三段目46枚目 4–3      | 東三段目29枚目 4–1–2    | 東三段目13枚目 2–5          | 西三段目36枚目 4–3        | 西三段目24枚目 3–4          |
| 2002年 （平成14年） | 東三段目42枚目 5–2      | 東三段目17枚目 3–4      | 東三段目32枚目 4–3      | 西三段目18枚目 1–6          | 東三段目49枚目 3–4        | 西三段目63枚目 3–4          |
| 2003年 （平成15年） | 西三段目79枚目 4–3      | 東三段目64枚目 4–3      | 西三段目49枚目 3–4      | 東三段目63枚目 5–2          | 西三段目37枚目 5–2        | 西三段目9枚目 4–3           |
| 2004年 （平成16年） | 東幕下58枚目 2–5        | 東三段目19枚目 3–4      | 西三段目30枚目 4–3      | 西三段目14枚目 3–4          | 東三段目32枚目 4–3        | 東三段目18枚目 3–4          |
| 2005年 （平成17年） | 西三段目32枚目 3–4      | 東三段目48枚目 4–3      | 西三段目35枚目 3–4      | 東三段目48枚目 4–3          | 西三段目33枚目 3–4        | 西三段目51枚目 4–3          |
| 2006年 （平成18年） | 西三段目38枚目 5–2      | 西三段目14枚目 4–3      | 東三段目4枚目 1–6       | 東三段目36枚目 5–2          | 東三段目10枚目 4–3        | 東幕下59枚目 1–6            |
| 2007年 （平成19年） | 西三段目32枚目 1–6      | 西三段目66枚目 4–3      | 東三段目49枚目 2–5      | 東三段目72枚目 4–3          | 東三段目53枚目 4–3        | 西三段目35枚目 2–5          |
| 2008年 （平成20年） | 西三段目57枚目 4–3      | 東三段目37枚目 6–1      | 西幕下51枚目 4–3        | 東幕下43枚目 2–5            | 東三段目筆頭 4–3          | 東幕下52枚目 3–4            |
| 2009年 （平成21年） | 西三段目6枚目 5–2       | 西幕下48枚目 0–7        | 西三段目23枚目 1–6      | 東三段目58枚目 4–3          | 東三段目41枚目 引退 0–0–7 | x                           |
| 各欄の数字は、「勝ち-負け-休場」を示す。 優勝 引退 休場 十両 幕下 三賞：敢=敢闘賞、殊=殊勲賞、技=技能賞 その他：★=金星 番付階級：幕内 - 十両 - 幕下 - 三段目 - 序二段 - 序ノ口 幕内序列：横綱 - 大関 - 関脇 - 小結 - 前頭（「#数字」は各位内の序列） |                         |                         |                         |                             |                           |                             |

## 改名歴
- 正代 邦昭（しょうだい くにあき）1995年3月場所 - 1995年9月場所
- 照瀬川 邦昭（てるせがわ - ）1995年11月場所 - 2001年1月場所
- 照代 邦昭（しょうだい - ）2001年3月場所 - 2003年11月場所
- 照瀬川 邦昭（てるせがわ - ）2004年1月場所 - 2009年9月場所

## 家族・親族
- 剣道家・警察官の正代賢司（元神奈川県警剣道特別術科訓練員）及び正代正博（警視庁）は実弟。
- 大関・正代直也は親戚にあたる[2]。